# Harvey Weinstein
Harvey Weinstein (New York, 19 marzo 1952) è un produttore cinematografico statunitense.
Insieme al fratello Bob ha fondato la Miramax Films, che ha prodotto negli anni molti film indipendenti di successo tra cui Pulp Fiction, Clerks - Commessi, Sesso, bugie e videotape. Weinstein ha vinto un Oscar per aver prodotto Shakespeare in Love e sette Tony per diverse commedie e musical, come Billy Elliot the Musical, The Producers e Agosto, foto di famiglia.
Presidente della Weinstein Company a partire dal 2005, rimase in carica fino al 6 ottobre 2017, quando, in seguito a numerose accuse di molestie sessuali, è stato licenziato dal consiglio di amministrazione della sua compagnia ed espulso dalla Academy of Motion Picture Arts and Sciences.
Il 23 febbraio 2023 è stato condannato a 16 anni di carcere dopo che una giuria di Los Angeles lo ha ritenuto colpevole dello stupro avvenuto ai danni di un'attrice russa nel 2013. Attualmente sta scontando la sua pena all'interno del carcere di Rikers Island, situato a New York.

## Biografia

### Primi anni
Weinstein è nato nel quartiere Flushing, nel borough del Queens di New York, in una famiglia ebraica, da Max, un tagliatore di diamanti di origine tedesca, e Miriam Postel, di origine polacca. È cresciuto col fratello in una casa popolare. Si è diplomato alla John Bowne High School e ha studiato Inglese all'Università statale di New York (SUNY), ma nella sede di Buffalo, lasciando gli studi nel 1973 per dedicarsi al lavoro; nel 2000 la sua università gli ha conferito la laurea honoris causa. Negli anni '70 organizza a Buffalo concerti rock indipendenti con la Harvey & Corky Productions.

### Anni '70: primi lavori e Miramax
Entrambi i fratelli Weinstein crescono con una passione per il cinema e nutrono il desiderio di entrare nell'industria cinematografica. Verso la fine degli anni '70, usando i ricavi ottenuti dalla loro attività di promozione di concerti, i fratelli creano una piccola compagnia di distribuzione di film indipendenti chiamata Miramax, dai nomi dei genitori Miriam e Max. I primi lavori sono principalmente film dedicati al mondo della musica come Rockshow di Paul McCartney.

### Anni '80: il successo con i film d'essai e gli indipendenti
Nei primi anni '80, Miramax acquista i diritti di due film britannici di spettacoli benefici filmati per Amnesty International. Collaborando con Martin Lewis, il produttore dei film originali, i fratelli Weinstein montano i due film per crearne uno solo, dedicato al mercato statunitense, intitolato The Secret Policeman's Other Ball, che diventa il primo successo della Miramax. Il denaro ricavato aiuta Amnesty International ad aumentare la sua popolarità negli Stati Uniti.
I Weinstein accrescono lentamente la loro popolarità durante tutti gli anni '80 con film d'autore che ricevono l'attenzione della critica e un modesto successo commerciale. Nel 1989, il lancio del film di Steven Soderbergh Sesso, bugie e videotape rende Miramax lo studio indipendente di maggior successo in America.

### Anni '90-2004: ulteriore successo e la cessione a Disney

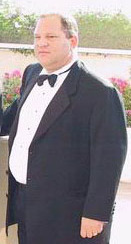
Harvey Weinstein al Festival di Cannes 2002.

La Miramax ha continuato ad accrescere il numero di film e registi fino a che, nel 1993, dopo il successo di La moglie del soldato, la Disney offre ai Weinstein 80 milioni di dollari per la proprietà di Miramax. I fratelli accettano l'accordo che avrebbe cementato la loro posizione a Hollywood e gli avrebbe garantito la direzione della loro compagnia. L'anno successivo Miramax distribuisce il suo primo blockbuster, Pulp Fiction di Quentin Tarantino e il film indipendente di successo Clerks - Commessi.
La Miramax vince il suo primo Academy Award per il miglior film nel 1997 con la vittoria di Il paziente inglese. Questo dà il via a una serie di successi della critica come Will Hunting e Shakespeare in Love, entrambi vincitori di diversi premi tra cui numerose candidature al premio Oscar.

### 2005-2017: la Weinstein Company

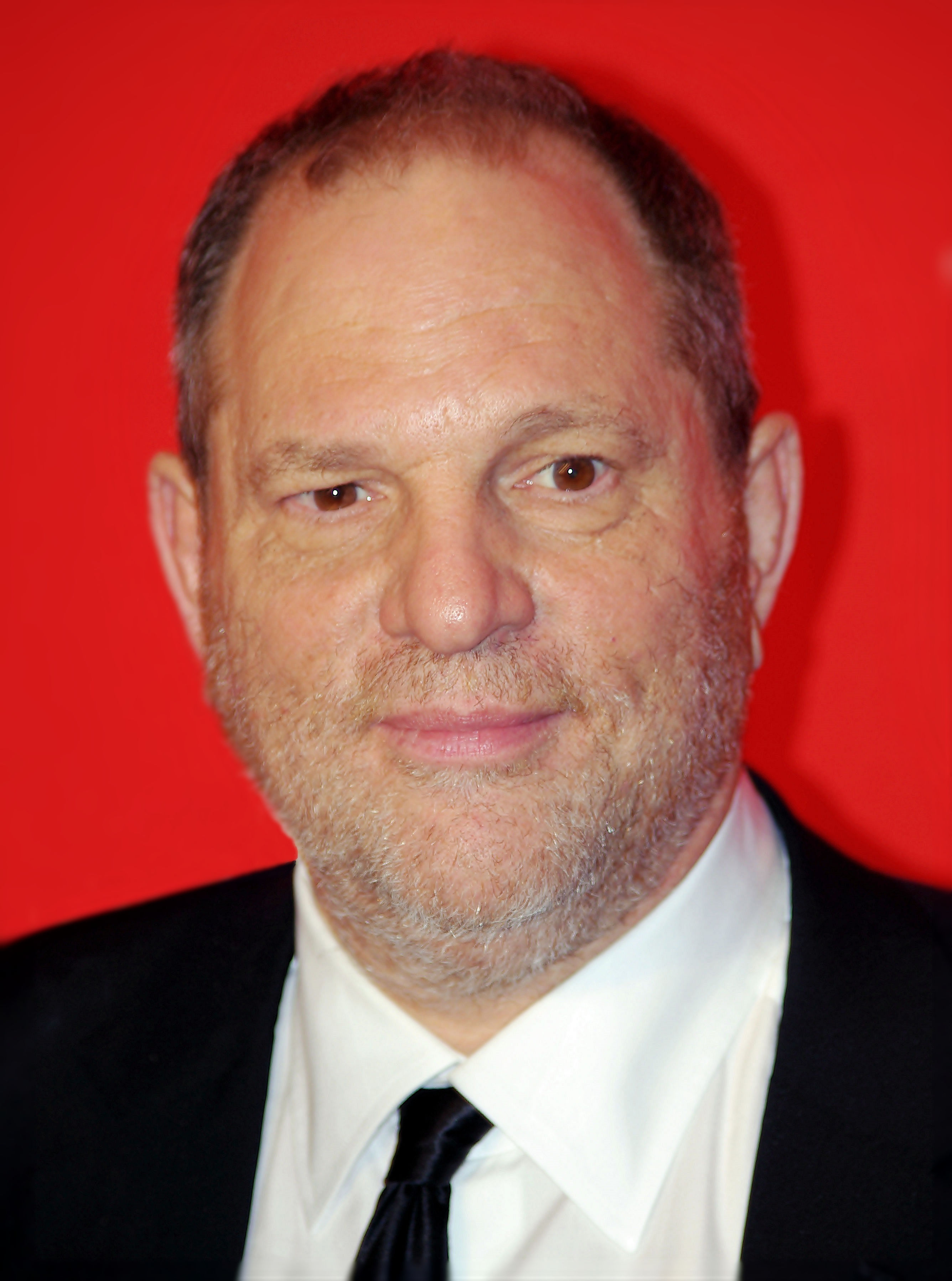
Harvey Weinstein nel 2011

I fratelli Weinstein lasciano Miramax il 30 settembre 2005 per fondare la loro compagnia di produzione, The Weinstein Company. Nel febbraio 2002 il regista Michael Moore intraprende azioni legali contro i fratelli Weinstein, reclamando 2,7 milioni di dollari per il suo documentario Fahrenheit 9/11 che, a suo dire, gli sono stati negati con "trucchetti contabili di Hollywood". Nel febbraio dell'anno successivo Moore ritira l'accusa dopo un accordo privato con lo stesso Weinstein.
Weinstein è stato ringraziato ed elogiato in 34 discorsi di accettazione dei Premi Oscar ed è secondo solo a Steven Spielberg (con 43 menzioni), come rilevato da un'analisi dei discorsi pronunciati dal 1996 al 2016.

### Attivismo
Weinstein è attivo su temi come povertà, AIDS, diabete giovanile e sclerosi multipla. Fino a ottobre 2017 si è seduto nel consiglio della Robin Hood Foundation, no-profit che combatte la povertà, e ha co-presieduto una delle sue feste benefiche annuali. È favorevole a un maggiore controllo delle armi e all'assistenza sanitaria negli Stati Uniti. Weinstein è un sostenitore e finanziatore di lunga data del Partito Democratico e ha sponsorizzato le campagne elettorali di Barack Obama, Hillary Clinton e John Kerry.

## Controversie

### Critiche sulla sua attività
Pur riconoscendone i meriti per aver aperto il mercato ai film indipendenti, Harvey Weinstein viene spesso accusato per le tecniche usate nella sua attività.
Viene accusato, ad esempio, per i tagli apportati a film asiatici come Shaolin Soccer, Hero e Princess Mononoke. Si dice che quando Weinstein fu incaricato di curare la distribuzione statunitense di Princess Mononoke, ricevette una lettera da Hayao Miyazaki con una spada samurai. Sulla spada c'era un messaggio: "Niente tagli". Miyazaki ha commentato a proposito dell'incidente: "In realtà è stato il mio produttore a farlo. Sebbene io sia andato a New York per incontrare quest'uomo, tale Harvey Weinstein, e sono stato aggredito, con tutte quelle richieste per dei tagli. L'ho sconfitto". Weinstein ha sempre insistito che quei tagli servivano per rendere il film il più finanziariamente sostenibile. "Non taglio per divertimento", ha detto Harvey Weinstein in una intervista. "Taglio perché quella merda funzioni. In tutta la mia vita ho servito un solo maestro: il film. Amo i film".
Weinstein si è guadagnato una reputazione per la sua spietatezza e per scatti d'ira.

### Stupri e molestie sessuali commesse
Il 5 ottobre 2017 un'inchiesta del The New York Times l'ha accusato di molestie sessuali ai danni di alcune attrici di Hollywood, tra le quali Ashley Judd, Rose McGowane Asia Argento. In conseguenza dello scandalo, il 9 ottobre 2017 Weinstein è stato licenziato dalla società che aveva co-fondato. Contro di lui si sono poi aggiunte le denunce per abusi sessuali e stupro di varie attrici. Quando l'attrice Paz de la Huerta lo accusa di un doppio stupro nel suo appartamento a New York nel 2010, la polizia di New York ne ipotizza il possibile arresto. Weinstein ha ingaggiato degli ex agenti del Mossad israeliano per rintracciare le donne molestate e far pressione su di loro affinché ritirassero le loro accuse contro di lui. Tali denunce comporteranno per Weinstein la sua immediata espulsione dall'Academy of Motion Picture Arts and Sciences e l'avvio dell'iter da parte del presidente francese Emmanuel Macron per ritirargli la Legion d'onore conferitagli dall'ex presidente Nicolas Sarkozy nel 2012. In seguito è stato anche accusato di sfruttamento della prostituzione. Vi sono poi state le accuse di una sua assistente. Lo studio fondato da Harvey Weinstein e dal fratello Bob è stato poi citato in giudizio dal procuratore dello stato di New York per non aver tutelato i suoi dipendenti dalle molestie sessuali e dalle intimidazioni del produttore cinematografico.
Il 25 maggio 2018 Harvey Weinstein si è presentato al commissariato di Lower Manhattan a New York per consegnarsi alle autorità. L'ex produttore è in stato di arresto con l'accusa di aver stuprato una donna e aver costretto un'altra a praticargli del sesso orale; la cauzione è stata fissata a un milione di dollari.

#### Processi e condanne
Il 24 febbraio 2020 viene riconosciuto colpevole di violenza sessuale e stupro e condannato l'11 marzo successivo a 23 anni di carcere. Operato pochi giorni prima di angioplastica, dopo aver lasciato il tribunale viene riportato d'urgenza in ospedale in preda a palpitazioni e pressione alta con un sospetto infarto in corso, senza tornare quindi in cella a Rikers Island. Trasferito successivamente nel Walden Correctional Center di Alden vicino a Buffalo, la settimana seguente risulta positivo al COVID-19 e viene perciò isolato nel piccolo penitenziario, per poi guarire completamente dal virus il successivo 1º aprile. Nel procedimento Weinstein ha risposto degli abusi commessi su due delle molte donne che l'hanno denunciato: l'assistente di produzione Miriam Haley e l'attrice Jessica Mann.
Nel giugno 2021 venne estradato a Los Angeles per affrontare un altro processo sempre riguardante le stesse accuse e trasferito al Twin Towers Correctional Facility. Tale estradizione sarebbe dovuta avvenire inizialmente nel luglio 2020, ma fu poi rinviata a causa della pandemia di COVID-19. I suoi avvocati si erano inoltre opposti alle pratiche burocratiche che ne chiedevano l'estradizione, ritardando ulteriormente il processo, e il suo rappresentante Norman Effman affermò che Weinstein iniziò a soffrire di problemi di salute che includevano la quasi totale cecità, apnea notturna e problemi alla schiena. Il processo ebbe inizio nell'ottobre 2022 e Weinstein venne accusato di 11 capi d'imputazione per stupro, rapporti sessuali non consenzienti e violenze che si sarebbero verificati tra il 2004 e il 2013. Il 19 dicembre 2022 venne infine dichiarato colpevole di tre dei sette capi d'accusa (quattro delle 11 accuse iniziali sono state poi ritirate) e condannato il 23 febbraio 2023 ad altri 16 anni di prigione per stupro avvenuto ad un festival cinematografico svoltosi a Los Angeles nel 2013 ai danni di un'attrice russa, per un totale di 39 anni complessivi da trascorrere al Mohawk Correctional Facility nella città di Rome.
Il 25 aprile 2024 la Corte Suprema dello Stato di New York ha revocato la condanna di Harvey Weinstein per reati sessuali e disposto un nuovo processo dopo aver stabilito che il giudice che nel febbraio 2020 lo ha condannato a 23 anni di prigione ha commesso un errore giudiziario chiamando a deporre donne le cui accuse non erano parte delle incriminazioni nei confronti dell'ex produttore.
Il 15 aprile 2025 si aprì a New York il nuovo processo per reati sessuali. Harvey Weinstein venne accusato di aver stuprato una donna e aver costretto altre due a praticargli del sesso orale. L'11 giugno è stato dichiarato colpevole di aver obbligato una donna a praticargli del sesso orale nel 2006, mentre per un'accusa analoga è stato assolto. La giuria non è riuscita a raggiungere un verdetto riguardo l'accusa di stupro.

## Vita privata
Weinstein si è sposato due volte. Nel 1987 ha sposato la sua assistente Eve Chilton, da cui ha divorziato nel 2004. Hanno avuto tre figlie: Remy (1995), Emma (1998) e Ruth (2002).
Nel 2007 sposa la stilista e attrice Georgina Chapman. Hanno avuto una figlia, Pearl (2010), e un figlio, Dashiell (2013). La moglie annuncia il divorzio dopo le accuse di molestie nel 2017.

## Filmografia parziale

### Produttore
- Blue in the Face, regia di Paul Auster e Wayne Wang (1995)
- The Faculty, regia di Robert Rodriguez (1998)
- Shakespeare in Love, regia di John Madden (1998)
- Malèna, regia di Giuseppe Tornatore (2000)
- Gangs of New York, regia di Martin Scorsese (2002)
- Full Frontal, regia di Steven Soderbergh (2002)
- Grindhouse, regia di Quentin Tarantino, Robert Rodriguez, Eli Roth, Rob Zombie e Edgar Wright (2007)
- Nine, regia di Rob Marshall (2009)
- Marilyn (My Week with Marilyn), regia di Simon Curtis (2011)
- One Chance - L'opera della mia vita (One Chance), regia di David Frankel (2013)
- Crouching Tiger, Hidden Dragon: Sword of Destiny, regia di Yuen Wo Ping (2016)
- Edison - L'uomo che illuminò il mondo (The Current War), regia di Alfonso Gomez-Rejon (2017)

### Produttore esecutivo
- Una vita al massimo (True Romance), regia di Tony Scott (1993)
- Scream, regia di Wes Craven (1996)
- Robinson Crusoe, regia di Rod Hardy e George Trumbull Miller (1997)
- Heaven, regia di Tom Tykwer (2002)
- Darkness, regia di Jaume Balagueró (2002)
- Babbo bastardo (Bad Santa), regia di Terry Zwigoff (2003)
- Fahrenheit 9/11, regia di Michael Moore (2004) - Documentario
- Ella Enchanted - Il magico mondo di Ella (Ella Enchanted), regia di Tommy O'Haver (2004)
- Le avventure di Sharkboy e Lavagirl in 3-D (The Adventures of Sharkboy and Lavagirl 3-D), regia di Robert Rodriguez (2005)
- Sicko, regia di Michael Moore (2006) - Documentario
- The Mist, regia di Frank Darabont (2007)
- Halloween - The Beginning (Halloween), regia di Rob Zombie (2007)
- Grindhouse - Planet Terror (Planet Terror), regia di Robert Rodriguez (2007)
- Grindhouse - A prova di morte (Death Proof), regia di Quentin Tarantino (2007)
- Una squadra molto speciale (The Longshots), regia di Fred Durst (2008)
- The Reader - A voce alta (The Reader), regia di Stephen Daldry (2008)
- Zack & Miri - Amore a... primo sesso (Zack and Miri Make a Porno), regia di Kevin Smith (2008)
- Killshot, regia di John Madden (2008), regia di John Madden
- Halloween II, regia di Rob Zombie (2009)
- Capitalism: A Love Story, regia di Michael Moore (2009) - Documentario
- Bastardi senza gloria (Inglourious Basterds), regia di Quentin Tarantino (2009)
- The Fighter, regia di David O. Russell (2010)
- Butter, regia di Jim Field Smith (2011)
- The Artist, regia di Michel Hazanavicius (2011)
- Marilyn (My Week with Marilyn), regia di Simon Curtis (2011)
- Django Unchained, regia di Quentin Tarantino (2012)
- Il lato positivo - Silver Linings Playbook (Silver Linings Playbook), regia di David O. Russell (2012)
- Dark Skies - Oscure presenze (Dark Skies), regia di Scott Stewart (2013), regia di Scott Stewart
- Sin City - Una donna per cui uccidere (Sin City: A Dame to Kill For), regia di Robert Rodríguez e Frank Miller (2014)
- Big Eyes, regia di Tim Burton (2014)
- Paddington (2014), regia di Paul King
- Carol, regia di Todd Haynes (2015)
- The Hateful Eight, regia di Quentin Tarantino (2015)
- Macbeth, regia di Justin Kurzel (2015)
- Scream - serie TV (2015)
- Sing Street, regia di John Carney (2016)
- Hands of Stone, regia di Jonathan Jakubowicz (2016)
- Lion - La strada verso casa (Lion), regia di Garth Davis (2016)
- Gold - La grande truffa (Gold), regia di Stephen Gaghan (2016)
- Six – serie TV (2017-2018)
- Amityville - Il risveglio (Amityville: The Awakening), regia di Franck Khalfoun (2017)
- La ragazza dei tulipani (Tulip Fever), regia di Justin Chadwick (2017)
- Sempre amici (The Upside), regia di Neil Burger (2017)

### Attore
- Hollywood brucia (An Alan Smithee Film: Burn Hollywood Burn), regia di Arthur Hiller (1997)

## Onorificenze
Negli anni Harvey Weinstein ha vinto numerosi premi e gli sono state concesse alcune onorificenze. Il 26 settembre 2000 gli è stata conferita una laurea honoris dall'Università di Buffalo. Il 19 aprile 2004 è stato nominato commendatore onorario dell'Ordine dell'Impero Britannico. Si tratta di un premio onorario poiché Weinstein non è cittadino del Commonwealth. Il 2 marzo 2012 è stato nominato cavaliere della Legion d'Onore, in riconoscimento degli sfrozi della Miramax per aumentare la presenza e la popolarità dei film stranieri negli Stati Uniti.